# Station Éragny - Neuville
Station Éragny - Neuville is het spoorwegstation in de Franse gemeente Éragny. Buurgemeente Neuville-sur-Oise heeft nog een station: Neuville-Université. Station Éragny - Neuville ligt aan de spoorlijn van Paris Saint-Lazare naar Gisors, op kilometerpunt 29,494 van die lijn. Het ligt tevens op de spoorlijn van Achères-Ville naar Pontoise, daar is een eigen dienstregeling voor, maar dat is een onderdeel van de eerst genoemde lijn.
Het station wordt aangedaan door treinen van de Transilien lijn J tussen Paris Saint-Lazare en Gisors.

## Vorig en volgend station
| Richting           | Vorig station            | Lijn    | Volgend station                          | Richting |
| ------------------ | ------------------------ | ------- | ---------------------------------------- | -------- |
| Paris-Saint-Lazare | Conflans-Sainte-Honorine | Trans J | Saint-Ouen-l'Aumône-Quartier de l'Église | Gisors   |